# Ona transversal

La llum és un exemple d'ona transversal electromagnètica.

Propagació d'una ona transversal esfèrica a una quadrícula de 2 dimensions (model empíric)

Ona plana transversal

Una ona transversal és, en el terreny de la física, un moviment periòdic del qual la seva propagació pot ser produïda en el buit o en un medi físic de forma transversal a la direcció de la ona.
En les ones transversals el moviment de les partícules o la variació del camp electromagnètic és perpendicular a la direcció de propagació de les ones. El moviment del material que constitueix l’ona és de dalt a baix, de manera que a mesura que l’ona es mou cap endavant, el material es mou perpendicular (o transversal) a la direcció en la que l’ona es mou. Exemples d’ones transversals inclouen ones en una corda i les ones electromagnètiques, juntament amb les ones en l'aigua que poden ser transversals en alguns casos. Si una ona transversal es mou en el pla x-positiu, les seues oscil·lacions van en direcció dalt i baix estant en el plànol y-z.
Mantenint una traça comparem la magnitud del desplaçament en instants successius i s'aprecia l'avanç de l'ona. Transcorregut un temps la persistència de la traça mostra com tots els punts passen per tots els estats de vibració.
No obstant això per a conèixer com canvia el desplaçament amb el temps resulta més pràctic observar altra gràfica que represente el moviment d'un punt. Els punts en fase amb el seleccionat vibren alhora i estan separats per una longitud d'ona. La velocitat amb què es propaga la fase és el quocient entre aqueixa distància i el temps que tarda a arribar. Qualsevol parell de punts del mitjà en diferent estat de vibració estan desfasats i si la diferència de fase és 90° direm que estan oposició. En aquest cas els dos punts tenen sempre valor oposat del desplaçament com podem apreciar en el registre temporal. Aquest tipus d'ona transversal igualment podria correspondre a les vibracions dels camps elèctric i magnètic en les ones electromagnètiques. Una ona electromagnètica que pot propagar-se en l'espai buit no produeix desplaçaments puntuals de massa. Són ones transversals quan una ona pel node s'ajunta amb la cresta i crea una gran vibració.

## Exemples
Exemples d'ona transversals inclouen ones sísmiques secundàries, el moviment dels camps elèctrics (I) i magnètics (V) en una ona plana electromagnètica, on ambdós oscil·len perpendicularment entre si, així com en direcció de la transferència d'energia. Per tant, una ona electromagnètica consta de dues ones transversals, la llum visible és un exemple d'ona electromagnètica. Una cadena oscil·lant és altre exemple d'ona transversal; altre exemple quotidià podria ser L'ona.

## Formulació matemàtica
Matemàticament, el tipus més simple d'ona transversal és una d'ona sinusoidal polaritzada linealment. "Plànol" aquí significa que la direcció de propagació és invariable i la mateixa en tot el medi; "polaritzat linealment" significa que la direcció del desplaçament també és invariable i la mateixa en tot el medi; i la magnitud del desplaçament és una funció sinusoidal només del temps i de la posició al llarg de la direcció de propagació.
El moviment d'aquesta ona es pot expressar matemàticament de la següent manera. Sigui d la direcció de propagació (un vector amb unitat de longitud) i o qualsevol punt de referència del medi. Sigui u la direcció de les oscil·lacions (un altre vector d'unitat de longitud perpendicular a d). El desplaçament d'una partícula en qualsevol punt p del medi i en qualsevol moment t (segons) serà:

Fórmula matemàtica ona transversal.

Un observador que mira un punt fix p veurà la partícula allà moure's en un moviment harmònic simple (sinusoidal) amb període T segons, amb el màxim desplaçament de partícula A en cada sentit; és a dir, amb una freqüència de f = 1/T cicles complets d'oscil·lació cada segon. Una instantània de totes les partícules en un temps fix t mostrarà el mateix desplaçament per a totes les partícules de cada pla perpendicular a d, amb els desplaçaments en plans successius formant un patró sinusoidal, amb cada cicle complet estenent-se al llarg d per la longitud d'ona λ = v T = v/f. Tot el patró es mou en la direcció d amb la velocitat V.
La mateixa equació descriu una ona de llum sinusoidal polaritzada linealment, excepte que el "desplaçament" S(p, t) és el camp elèctric al punt p i el temps t. (El camp magnètic es descriu amb la mateixa equació, però amb una direcció de "desplaçament" que és perpendicular tant a d com a u, i una amplitud diferent.)

## Superposició d’ones
El principi de superposició es pot aplicar a les ones sempre que dues (o més) ones viatgen pel mateix medi alhora. Les ones es creuen entre si sense ser pertorbades. El desplaçament net del medi en qualsevol punt de l'espai o del temps és simplement la suma dels desplaçaments individuals de les ones. Això és cert per a les ones de longitud finita (polsos d'ona) o que són ones sinusoidals contínues.
Les vibracions d'una corda de violí, per exemple, es poden analitzar com la suma de moltes ones transversals de diferents freqüències, que desplacen la corda cap amunt o cap avall o d'esquerra a dreta. Les ondulacions d'un estany es poden analitzar com una combinació d'ones transversals i longitudinals (ones de gravetat) que es propaguen juntes.

### Superposició de dos polsos d'ones de direcció oposada
Les dues ones es creuen una per l'altra sense ser pertorbades, i el desplaçament net és la suma dels dos desplaçaments individuals. També cal esmentar que aquest medi no és dispersiu (totes les freqüències viatgen a la mateixa velocitat) ja que els polsos d'ones gaussianes no canvien de forma a mesura que es propaguen. Si el medi fos dispersiu, les ones canviarien de forma. Els solitons són exemples d'ones no lineals que no obeeixen al principi de superposició quan interactuen entre si.